# 巴登的腓特烈

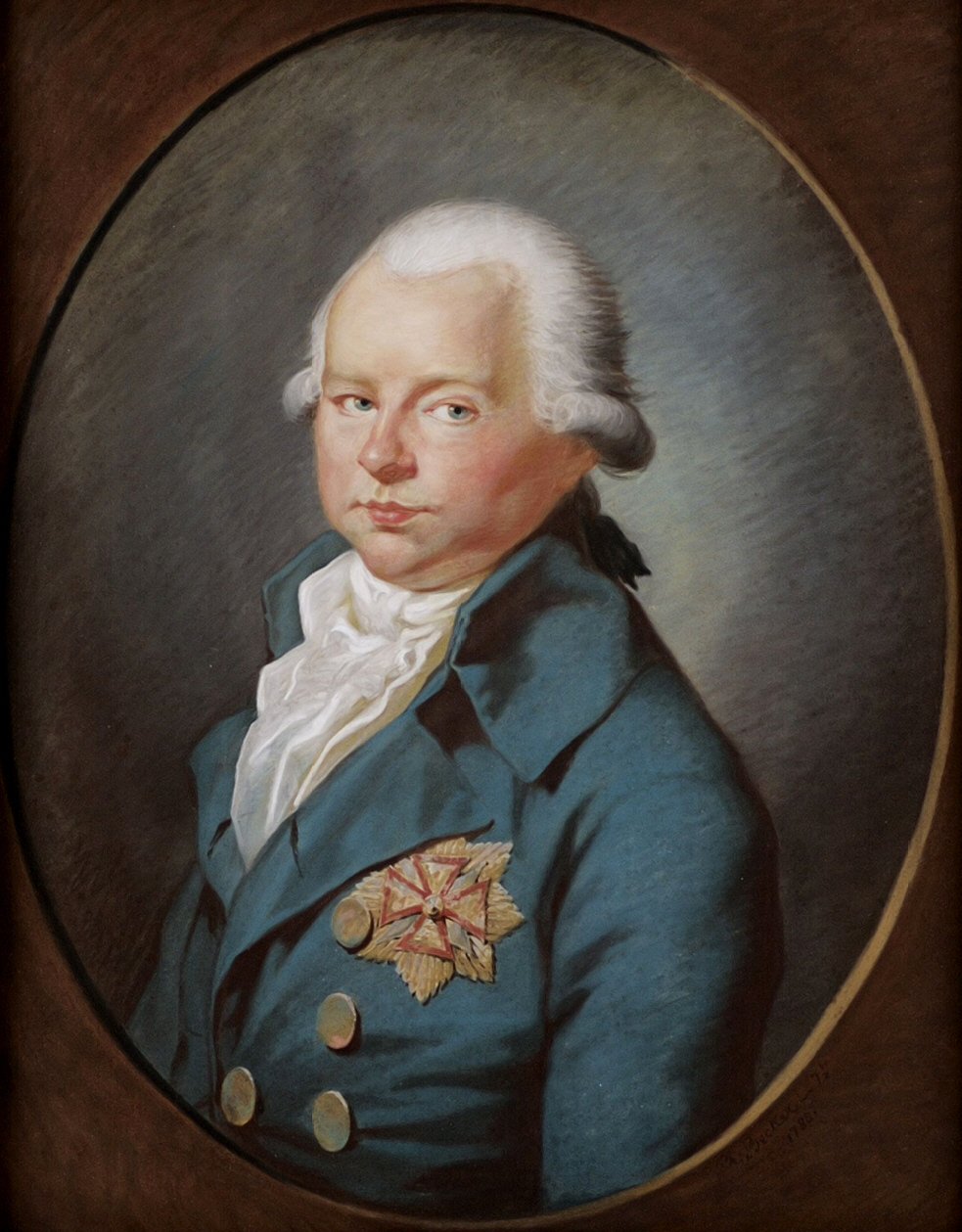
巴登的腓特烈

巴登的腓特烈（德語：Friedrich von Baden，1756年8月29日—1817年5月28日），巴登大公卡爾·腓特烈的次子，母親是黑森-達姆施塔特的卡羅琳·路易絲。
1791年，腓特烈與拿騷-烏辛根親王腓特烈·奧古斯特的女兒克莉絲蒂安妮·路易絲（Christiane Luise）結婚，兩人沒有子女。